# Funkaufklärungsregiment 2
Das Funkaufklärungsregiment 2 „Hans Jahn“ (FuAR-2) war ein Regiment zur Funkaufklärung der Nationalen Volksarmee der Deutschen Demokratischen Republik in Dessau im damaligen Bezirk Halle. Tarnname war Traubenlese, Postfachnummer war 63263. Das Regiment hatte etwa 1620 Angehörige. Es unterstand direkt dem Hauptstab der NVA und wurde durch den Chef der Verwaltung Aufklärung geführt.

## Auftrag
Auftrag des Regiments war die dauerhafte Aufklärung der wichtigsten Funkverbindungen sowie der Arbeit der funktechnischen Mittel der NATO-Streitkräfte auf dem Gebiet der Bundesrepublik und dem Kommando Ostseeausgänge (BALTAP), die Beurteilung und Darstellung der militärischen Lage sowie die Meldung der Ergebnisse an vorgesetzte Stellen.

## Gliederung
Das Regiment mit Sitz in Dessau verfügte über mehrere abgesetzte Truppenteile. Die Aufklärungseinheiten des Regiments gliederten sich ab 1986 wie folgt:
- Funkaufklärungszentrale KW (Kurzwelle) in Dessau
- Funkaufklärungszentrale Nord in Rüggow[4]
- Funkaufklärungszentrale Süd in Zella-Mehlis[5]
- Funkaufklärungszentrale West in Rohrberg
- Funkaufklärungszentrale Ost in Gützkow
- Funkpeilstelle Kurzwelle in Zodel
- Luftaufklärungszentrale in Dresden

## Geschichte
Die Vorgeschichte des Regiments begann mit der Aufstellung zweier Aufklärungszüge der Kasernierten Volkspolizei, dem Vorläufer der NVA, in Pferdsdorf und Oebisfelde, unmittelbar an der Grenze zur Bundesrepublik. 1955 wurden die beiden Züge in die Funkpeilkompanie Dessau umgegliedert. Von 1956 bis 1960 war die Funkpeilkompanie in der Blumenthal-Kaserne in Erfurt stationiert. Zusätzlich wurden Peilbasen mit Stellungen in Gützkow, Teutschenthal und Frankenberg/Sachsen eingerichtet. 1961 wurde die Funkpeilkompanie in Erfurt in das Funktechnisches Aufklärungsbataillon 21 (FuAB-21) umgegliedert und nach Frankfurt (Oder) verlegt. 1963 erfolgte die Verlegung nach Dessau. Jahr ein später erhielt das Regiment die Truppenfahne und wurde in das Funkaufklärungsregiment 2 (FuAR-2) umgegliedert. Ab etwa 1970 trug es den Traditionsnamen Hans Jahn. 1985 wurde mit der luftgestützten Funk- und Funktechnischen Aufklärung unter dem Decknamen „DISKANT“ mit einer Antonow An-26 von Dresden aus begonnen. Mit Wirkung vom 1. Dezember 1989 wurde das Funkaufklärungsregiment 2 zum Zentralen Funkdienst der NVA umstrukturiert. Im Zuge der Auflösung des Amtes für Nationale Sicherheit (ehemals Ministerium für Staatssicherheit) wurde von dessen Hauptabteilung III (Funkaufklärung) das Satellitenaufklärungszentrum in Biesenthal und das Richtfunk- und UKW-Aufklärungszentrum auf dem Brocken im Harz übernommen, aber nicht mehr betrieben. Am 7. Juni 1990, knapp vier Monate vor der deutschen Wiedervereinigung, wurde die Aufklärungstätigkeit gegen die Bundesrepublik eingestellt.